# Laguna Dalga
Laguna Dalga es un municipio y villa española de la provincia de León, en la comunidad autónoma de Castilla y León. Se encuentra enclavado en la comarca natural del Páramo Leonés. El municipio está compuesto por cuatro núcleos de población: Laguna Dalga, San Pedro de las Dueñas, Santa Cristina del Páramo y Soguillo del Páramo.

## Demografía

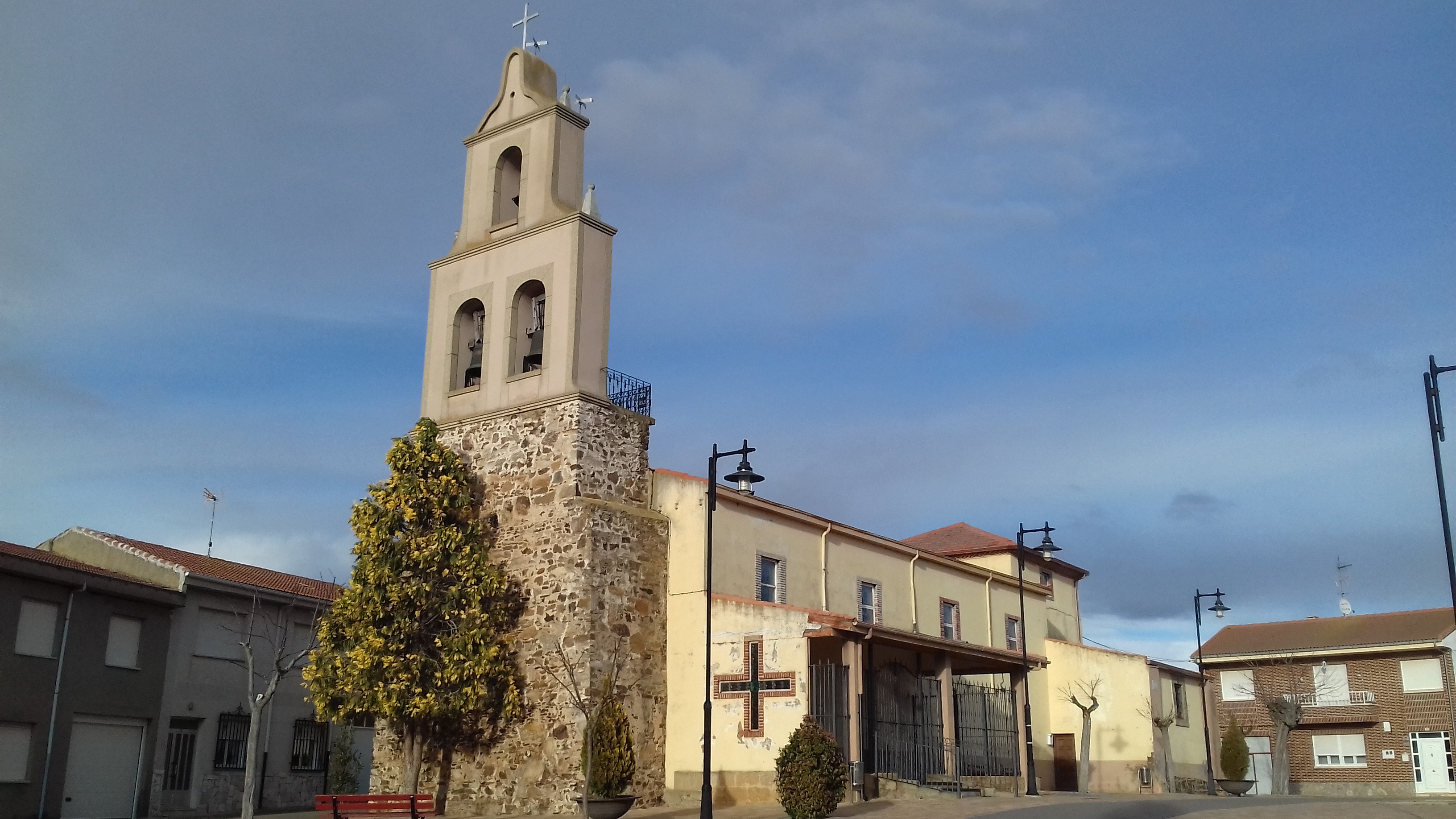
Iglesia de Nuestra Señora del Rosario

Cuenta con una población de 626 habitantes (INE 2024).
| Gráfica de evolución demográfica de Laguna Dalga entre 1842 y 2021 |
| |
| Población de derecho según los censos de población del INE Población de hecho según los censos de población del INE Entre el censo de 1857 y el anterior disminuye el término del municipio porque independiza a Pobladura de Pelayo García |

## Símbolos
El escudo heráldico que representa al municipio se define a partir del siguiente blasón aprobado el 26 de febrero de 1999:

«En campo de gules, Iglesia de plata, vestido de plata con león rampante de gules a la diestra y yelmo, también de gules, a la siniestra. En punta, ondas de plata y azur. Al timbre, Corona Real cerrada.»
Boletín Oficial de Castilla y León nº 148 de 03 de agosto de 1999

La descripción de la bandera municipal, aprobada de manera simultánea a la del escudo, es la siguiente:

«Bandera rectangular, de proporciones 2:3, formada por un paño blanco con un triángulo rojo que tiene sus vértices en los extremos del asta y el punto medio del batiente con un yelmo blanco en el mismo.»
Boletín Oficial de Castilla y León nº 148 de 03 de agosto de 1999